# 阿修羅 (2018年電影)
《阿修羅》是一部改編自佛教神話的中國史詩、奇幻電影，這是特技協調員張鵬的導演初作，這部電影是三部曲中的第一部，於2018年7月13日上映。

## 劇情
影片通過神話中長有三頭的阿修羅尋找「洞察之頭」的故事，探討人的慾望與超越。

## 演員表
- 吴磊
- 刘嘉玲
- 梁家辉
- 明道
- 张艺上
- 冯嘉怡
- 多布杰
- 董琦
- 马泰

## 製作與拍攝
《阿修羅》由著名的好萊塢特技協調員張鵬執導，他曾參與《暮光之城》和《蟻人》的拍攝，由阿里巴巴影業公司製作。影片的劇本由楊振健（《畫皮II》）撰寫。奧斯卡獎得主Ngila Dickson（《魔戒》系列）擔任服裝設計師，而Martín Hernandez（《神鬼獵人》、《鳥人》）則擔任音頻總監。 Charlie Iturriaga（《死侍》、《玩命關頭7》、《社群網戰》）負責視覺效果。《阿修羅》的拍攝地點包括寧夏回族自治區，青藏高原和貴州省六盤水市等六個不同的省市地區。

## 票房
《阿修羅》在開幕週末只獲得了710萬美元的票房收入，並在社交媒體上發表聲明後，就被電影院撤下，聲明沒有解釋取消放映的理由，作為主要製片人的真鑒影業公司代表後來告訴中國新聞網站新浪網：「這個決定不僅是因為票房糟糕。我們計劃對電影進行一些修改並再次發行」。然而，在本次取消放映後，本作至今仍沒有任何重映計劃，也从未上线流媒体，该片被认为是失传媒体。

## 評價
中國網媒環球網評論員單仁平指出：「......作為魔幻片，它不失為一次探索。它的特效、美工被當成了賣點，水準應當不低。如果它能成功，對中國電影業在拓展題材方面向前走就會形成鼓舞。然而它獲得的豆瓣評分只有3.1分，剛一上映，從電影院出來的幾乎沒有說它好的。這部大片沒有過『講故事』的基本關，儘管它在宣發上下了些功夫，但它在爭取『口碑』的關鍵戰役中輸得一敗塗地。」「整個《阿修羅》主創團隊廣納全球人才，片子中充滿特效、IP、明星、玄幻、奇觀等時髦符號，你可以說這部片子是浮躁的代表，也可以歎息它付出了應有的努力。」「然而有一點是不能讓人接受的，這麼大的投資，對應的卻是如此差的最初上映表現，如不撤檔，幾乎註定要以慘敗告終。主創團隊的一廂情願與市場的實際反應南轅北轍，電影所下的功夫與公眾的觀影期待也幾乎不在一個頻道上，這樣的錯誤雖非電影史上僅有，但那樣的紀錄不是它應該在今天中國電影市場上重現的理由。」 
北美世界日報採訪幾位南加州華裔電影人士，指出：「雖然《阿修羅》是大製作，在中國電影觀眾看來，只是一部神怪故事大片，而反映神怪故事的電影在中國電影市場早先也有，不足為奇。另外，相較於《我不是藥神》電影，《阿修羅》顯得不接地氣，引不起中國觀眾關注，與現實脫離太遠，水土不服，導致票房慘淡在所難免。」「《阿修羅》慘敗，與文化背景和體制有密切關係。雖然《阿修羅》是國產電影，但整個製作團隊是好萊塢電影人，且影片內容沒有中國元素，這與中國文化有抵觸。」

## 外部連結
- 互联网电影数据库（IMDb）上《Asura》的资料（英文）
- 豆瓣电影上《阿修羅》的資料 （简体中文）
- 时光网上《阿修羅》的資料（简体中文）
- 香港影庫上《阿修羅》的資料（繁體中文）
- 開眼電影網上《阿修羅》的資料（繁體中文）